# Актюбинский областной историко-краеведческий музей
Актюбинский областной историко-краеведческий музей (каз. Ақтөбе облыстық тарихи-өлкетану мұражайы) — культурно-просветительское учреждение. Создан в 1929 году. Имеет отделы природы, археологии, архитектуры и этнографии. В экспозициях музея представлены: полезные ископаемые, почвы, флора и фауна региона, остатки ископаемых животных, найденные на побережье реки Илек, археологические находки, предметы быта и др. Широко представлены образцы устного народного творчества: произведения «Кобланды», «Айман — Шолпан», «Кыз Жибек», сведения о Коркыте, Асан Кайгы, Шернияз-акыне. Также выставлены документы о национально-демократическом движении «Алаш», о жертвах политических репрессий. Всего в фонде музея свыше 120 тыс. экспонатов.